# Lellingeria humilis
Lellingeria humilis är en stensöteväxtart som först beskrevs av Georg Heinrich Mettenius, och fick sitt nu gällande namn av Alan Reid Smith och R. C. Moran. Lellingeria humilis ingår i släktet Lellingeria och familjen Polypodiaceae. Inga underarter finns listade.